# Rodolfo Quezada Toruño
Rodolfo Quezada Toruño (1932–2012) là một Hồng y người Guatemala của Giáo hội Công giáo Rôma. Ông từng đảm nhận vai trò Hồng y Đẳng Linh mục Nhà thờ S. Saturnino, Tổng giám mục đô thành Tổng giáo phận Guatemala trong 9 năm, từ năm 2001 đến năm 2010.
Vốn là một giáo sĩ trong vai trò lãnh đạo giáo hội địa phương, ông từng đảm trách nhiều vai trò khác nhau trước khi tiến đến trở thành Tổng giám mục đô thành Guatemala, như: giám mục phụ tá Giáo phận Zacapa (1972–1975), giám mục phó Giáo phận Zacapa (1975–1980), giám mục chính tòa Giáo phận Zacapa (1980–2001), Giám mục Địa phận Santo Cristo de Esquipulas (1986–2001). Ngoài lãnh đạo các giáo phận được bổ nhiệm, ông còn đảm nhận vai trò quan trong tại Hội đồng giám mục quốc gia như: Chủ tịch Hội đồng Giám mục Guatemala (1988–1992; 2002–2006). Ông được vinh thăng Hồng y ngày 21 tháng 10 năm 2003, bởi Giáo hoàng Gioan Phaolô II.

## Tiểu sử
Hồng y Rodolfo Quezada Toruño sinh ngày 8 tháng 3 năm 1932 tại Ciudad de Guatemala, Guatemala. Sau quá trình tu học dài hạn tại các cơ sở chủng viện theo quy định của Giáo luật, ngày 21 tháng 9 năm 1956, Phó tế Toruño, 26 tuổi, tiến đến việc được truyền chức linh mục. Cử hành nghi thức truyền chức cho tân linh mục là Tổng giám mục Mariano Rossell y Arellano, giám mục Địa phận Esquipulas. Tân linh mục là thành viên linh mục đoàn Tổng giáo phận Guatemala (nay là Santiago de Guatemala).
Sau 16 năm thi hành các công việc mục vụ với thẩm quyền và cương vị của một linh mục, ngày 5 tháng 4 năm 1972, Tòa Thánh loan tin Giáo hoàng đã quyết định tuyển chọn linh mục Rodolfo Quezada Toruño, 40 tuổi, gia nhập Giám mục đoàn Công giáo Hoàn vũ, với vị trí được bổ nhiệm là giám mục phụ tá Giáo phận Zacapa, danh nghĩa Giám mục Hiệu tòa Gadiaufala. Lễ tấn phong cho vị giám mục tân cử được tổ chức sau đó vào ngày 13 tháng 5 cùng năm, với phần nghi thức chính yếu được cử hành cách trọng thể bởi 3 giáo sĩ cấp cao, gồm chủ phong là Tổng giám mục Girolamo Prigione, Sứ thần Tòa Thánh tại Guatemala; hai vị giáo sĩ còn lại, với vai trò phụ phong, gồm có giám mục Costantino Cristiano Luna Pianegonda, O.F.M., giám mục chính tòa Giáo phận Zacapa và Giám mục José Ramiro Pellecer Samayoa, giám mục phụ tá Tổng giáo phận Guatemala. Tân giám mục chọn cho mình khẩu hiệu: FORTES IN FIDE.
Sau 3 năm đảm nhiệm vai trò giám mục phụ tá, Tòa Thánh đã quyết định bổ nhiệm Giám mục Toruño làm Giám mục phó Giáo phận Zacapa. Thông báo bổ nhiệm được công bố rộng rãi vào ngày 11 tháng 9 năm 1975. Sau đó 5 năm, ông chính thức kế vị trở thành Giám mục chính tòa Zacapa, từ ngày 16 tháng 2 năm 1980. Từ ngày 24 tháng 6 năm 1986, ông kiêm thêm nhiệm vụ Giám mục Địa phận Santo Cristo de Esquipulas.
Sau khoảng thời gian hơn 20 đảm đương vị trí và nhiệm vụ của một giám mục chính tòa, Giám mục Toruño được Tòa Thánh thăng Tổng giám mục, qua việc bổ nhiệm giám mục này làm Tổng giám mục đô thành Tổng giáo phận Guatemala. Thông báo về việc bổ nhiệm này được công bố cách rộng rãi vào ngày 19 tháng 6 năm 2001.
Bằng việc tổ chức công nghị Hồng y năm 2003 được cử hành chính thức vào ngày 21 tháng 2, Giáo hoàng Gioan Phaolô II đưa ra quyết định vinh thăng Tổng giám mục Rodolfo Quezada Toruño tước vị danh dự của Giáo hội Công giáo, Hồng y. Tân Hồng y thuộc Đẳng Hồng y Linh mục và Nhà thờ Hiệu tòa được chỉ định là Nhà thờ S. Saturnino. Tân Hồng y đã cử hành các nghi thức nhận nhà thờ hiệu tòa của mình vào ngày 13 tháng 3 năm 2004.
Ngoài lãnh đạo các giáo phận được bổ nhiệm, ông còn đảm nhận vai trò quan trong tại Hội đồng giám mục quốc gia như: Chủ tịch Hội đồng Giám mục Guatemala trong hai giai đoạn, từ năm 1988 đến năm 1992 và từ năm 2002 đến năm 2006.
Ngày 2 tháng 10 năm 2010, Tòa Thánh chấp thuận đơn xin từ nhiệm của ông, vì lý do tuổi tác, theo Giáo luật. Ông qua đời vào ngày 4 tháng 6 năm 2012, thọ 80 tuổi.